# Kari Arkivuo
Kari Arkivuo (* 23. června 1983 Lahti, Finsko) je finský fotbalový obránce (nebo záložník) a reprezentant, který hraje ve švédském klubu BK Häcken.

## Klubová kariéra
Kari hrál za kluby FC Lahti (Finsko), Sandefjord Fotball (Norsko) a Go Ahead Eagles (Nizozemsko). Během léta 2010 přestoupil do švédského celku BK Häcken, kde podepsal roční smlouvu s opcí. V prvním utkání druhého předkola Evropské ligy 2013/14 18. července 2013 nastoupil proti domácímu českému celku AC Sparta Praha, švédský klub remizoval 2:2 a odvezl si nadějný výsledek do odvety.

## Reprezentace
Hrál za finský reprezentační výběr v kategorii do 21 let.

### A-mužstvo
V A-týmu Finska debutoval 12. listopadu 2005 v přátelském střetnutí v Helsinkách proti Estonsku, odehrál kompletní střetnutí a při svém debutu i skóroval. Finsko zápas remizovalo 2:2.
V roce 2011 jej finský trenér Mixu Paatelainen začal využívat v kvalifikaci na EURO 2012, kde Finsko nakonec obsadilo nepostupovou 4. příčku kvalifikační skupiny E.

### Reprezentační góly
Góly Kari Arkivuoa v A-mužstvu Finska
| 010                | 12. 11. 2005 | Finnair Stadion, Helsinki, Finsko | Estonsko | 02:0 0(59.) | 2:2 | přátelský zápas |
| Platí k 3. 3. 2015 |              |                                   |          |             |     |                 |